# Лоран Де Бок
Лоран Де Бок (фр. Laurens De Bock, нар. 7 листопада 1992, Дендермонде) — бельгійський футболіст, лівий захисник клубу «Брюгге».
Виступав, зокрема, за клуб «Локерен», з яким став володарем Кубка Бельгії, а також молодіжну збірну Бельгії.

## Клубна кар'єра
У дорослому футболі дебютував 2009 року виступами за команду клубу «Локерен», в якій провів чотири сезони, взявши участь у 92 матчах чемпіонату.  Більшість часу, проведеного у складі «Локерена», юний футболіст був основним гравцем захисту команди.
До складу «Брюгге» приєднався 2013 року, також ставши регулярним гравцем «основи».

## Виступи за збірні
2008 року дебютував у складі юнацької збірної Бельгії, за команди різних вікових категорій взяв участь у 43 іграх на юнацькому рівні, відзначившись 3 забитими голами.
З 2012 року залучався до складу молодіжної збірної Бельгії. На молодіжному рівні зіграв у 12 офіційних матчах.

## Титули і досягнення
- Чемпіон Бельгії (1):

«Брюгге»:  2015–16
- Володар Кубка Бельгії (2):

«Локерен»:  2011–12
«Брюгге»:  2014–15
- Володар Суперкубка Бельгії (1):

«Брюгге»:  2016